# Theodor Körner (præsident)
 Der er flere personer med dette navn, se Theodor Körner.
Theodor Körner  ( [ˈteːoˌdoːɐ̯ ˈkœʁnɐ] ?; født 24. april 1873 i Uj-Szöny (i dag en forstad til Komarom i Ungarn), død 4. januar 1957 i Wien) var østrigsk general, politiker (SPÖ), borgmester i Wien (1945–1951) og 1951–1957 den første folkevalgte østrigske forbundspræsident.
Körners familie stammede fra Böhmen i det nuværende Tjekkiet. Faderen var officer, og Körner gennemgik også en officersuddannelse. I 1. verdenskrig gjorde han tjeneste som generalstabschef. Efter krigen befattede han sig med opbygningen af den østrigske hær, men kom på grund af sin socialdemokratiske indstilling i modsætningsforhold til de regerende kristlig-sociale ministre og blev afskediget i 1924.
Under det fascistiske styre i Østrig i mellemkrigsårene var han en tid fængslet. Efter sin løsladelse beskæftigede han sig især med militærvidenskabelige studier og med at lære russisk. Også efter 20. juli-attentatet mod Hitler var han en tid i fængsel.
Efter 2. verdenskrig blev han i april 1945 udpeget – og af den sovjetiske besættelsesmagt godkendt – som borgmester i Wien. Efter Karl Renners død blev han i 1951 af SPÖ opstillet som præsidentkandidat og vandt denne post ved de første direkte valg til posten, som han beklædte indtil sin død i begyndelsen af 1957.